# Friday the 13th Part VIII: Jason Takes Manhattan
Friday the 13th Part VIII: Jason Takes Manhattan, ook wel bekend als Friday the 13th Part 8 is een Amerikaanse horrorfilm uit 1989, geregisseerd door Rob Hedden en is het achtste deel uit de Friday the 13th-reeks.

## Verhaal
The Big Apple is in groot gevaar wanneer de onvernietigbare psycho-moordenaar Jason Voorhees zich op weg naar New York begeeft om zich daar aan zijn bloedlust te buiten te gaan. Na op schokkende wijze te zijn herrezen, begeeft de duivelse Jason zich aan boord van een cruiseschip met tieners onderweg naar New York. Dit wordt al snel een reis van verdoemenis. Maar een van zijn doodsbange slachtoffers weet te ontsnappen aan het nachtmerrie-achtige doolhof van de ondergrondse tunnels en riolen van Manhattan.

## Rolverdeling
| Acteur                 | Personage            |
| ---------------------- | -------------------- |
| Kane Hodder            | Jason Voorhees       |
| Timothy Burr Mirkovich | jonge Jason          |
| Jensen Daggett         | Rennie Wickham       |
| Amber Pawlick          | jonge Rennie Wickham |
| Scott Reeves           | Sean Robertson       |
| Barbara Bingham        | Colleen Van Deusen   |
| Peter Mark Richman     | Charles McCulloch    |
| V. C. Dupree           | Julius Gaw           |
| Kelly Hu               | Eva Watanabe         |
| Sharlene Martin        | Tamara Mason         |
| Gordon Currie          | Miles Wolfe          |
| Saffron Henderson      | J.J. Jarrett         |
| Martin Cummins         | Wayne Webber         |
| Warren Munson          | Admiraal Robertson   |
| Todd Caldecott         | Jim Miller           |
| Tiffany Paulsen        | Suzie Donaldson      |